# Општина Лиса (Телеорман)
Лиса (рум. Lisa) општина је у Румунији у округу Телеорман.
Oпштина се налази на надморској висини од 76 m.